# Metalldekorieren
Metalldekorieren ist als Teilbereich des Schleifens ein spanendes Fertigungsverfahren in der Metallbearbeitung mit geometrisch unbestimmter Schneide. Metalldekorieren gehört somit nach DIN 8589 unter den Fertigungsverfahren zum Bereich Zerspanen.

## Verfahren
Metalldekorieren ist eine verfahrenstechnische Weiterentwicklung der in diesem Bereich bekannten Marmoriermethode Zapfenschliff.
Der Prozess besteht dabei grundsätzlich aus 3 Schritten:
1. CAD – gestützte Digitalisierung des gewünschten Dekors
2. CAM-/CNC – gestützte Umrechnung auf Schleif- bzw. Verfahrwege (je nach Dekor in verschiedenen Durchmessern von 7 bis 100 mm).
3. Werkstückbearbeitung

Der Einsatz abrasiver Spezialprodukte verleiht dabei den aufgetragenen Dekoren mehr Tiefe und eine mit herkömmlichen Schleifverfahren kaum erreichbare Optik (z. B. dreidimensionale Effekte).

## Bearbeitbare Materialien und Abmessungen
Metalldekorieren kann für Bleche und Bänder wie Aluminium, Edelstahl, Kupfer und Messing angewendet werden.
Bekannte Bearbeitungsgrößen sind die gängigen Blechformate bis 1500 × 3000 mm, in Dicken von 0,4 – 1,5 mm.
Auch bereits gefertigte Lochbleche können nachträglich metalldekoriert werden.

## Einsatzgebiete
- Architektur: Fassaden
- Möbel- und Küchenindustrie: Abdeckfronten und -platten
- Inneneinrichtung: Abdeckungen, Funkenschutzbleche, Bilder und -rahmen

## Vorteile
Die Vorteile des Metalldekorierens sind:
- Im Gegensatz zu herkömmlichen Schleifmethoden sind beim Metalldekorieren individuelle Schliff-Geometrien (Dekore) möglich
- Hohe Oberflächenqualität (Rautiefe) aufgrund variabel einstellbarer Vorschubgeschwindigkeiten